# Поплавский, Варфоломей-Иосиф Иванович
Варфоломе́й-Ио́сиф Ива́нович Попла́вский (пол. Bartłomiej Józef Popławski; 30 июня [12 июля] 1861, Чита — 4 июня 1931, Варшава) — российский, польский инженер путей сообщения, участник строительства Транссибирской магистрали и Китайско-Восточной железной дороги, один из создателей единой польской железнодорожной подъездной сети Российской империи.

## Биография

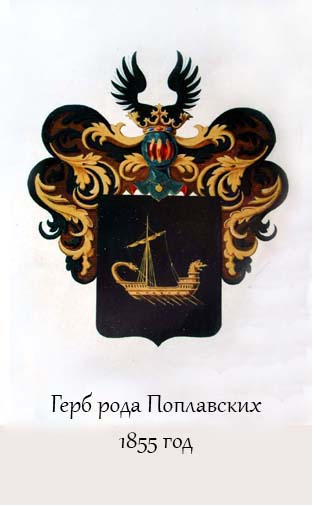

Родился 30 июня (12 июля) 1861 года в Чите в католической семье польского потомственного дворянина (Поплавские), сосланного на поселение в Сибирь за участие в польских освободительных восстаниях. Отец — Иван Варфоломеевич Поплавский (1822—1893), вице-губернатор Забайкальской области, гласный Иркутской городской думы, управляющий акцизными сборами Управления Восточной Сибири в Иркутске. Мать — Ядвига Иосифовна Поплавская, урождённая Венцковская (1837—1924), полька, потомственная дворянка римско-католического вероисповедания, помещица, владелица чайной плантации в Гудауте (Абхазия) и спичечной фабрики «Солнце» (Чудово, Новгородская губерния)). В семье было ещё три сына.
В 1887 году окончил строительно-инженерный факультет Института инженеров путей сообщения Императора Александра I со званием гражданского инженера и чином коллежского секретаря.
В 1887 году участвовал (в должности младшего техника) в экспедиции по проведению изысканий по Среднесибирской железной дороге для Транссибирской магистрали, в 1888—1891 — в строительстве Уссурийской железнодорожной ветки в Восточной Сибири  (Маньчжурская дорога), с 1891 - в строительстве железнодорожной ветки «Феодосия-Джанкой» (1891—1895).
В 1896 году служил в строительной части местного управления Министерства путей сообщения по постройке Пермь-Котласской железной дороги в чине коллежского асессора.
В 1897 году был произведён в надворные советники и переведён начальником 5-го участка (Вятка) Пермь-Котласской железной дороги.
В 1898 год  — управляющий директор строительства узкоколейной дороги Warszawa Most — Jabłonna II (1898). 
В 1913 году в Санкт-Петербурге на VII съезде Центрального Комитета по регулированию массовых перевозок грузов Российской империи  В.И. Поплавский -  Директор-распорядитель (Варшава, Мокотовская 8) – от Гроецкого, Виляновского и Яблонно-Ваверского направлений железных дорог, представлял Варшавский порайонный комитет от  подъездных путей с правом решающего голоса. 
На 1914 год —  Директор Варшавского общества судоходства и торговли, и один из лидеров деловой элиты Российской империи.
В период Первой мировой войны (1914—1918) в чине  статского советника, Поплавский Варфоломей находился в эвакуации в Москве и состоял в распоряжении варшавского генерал-губернатора Российской империи (по железнодорожному ведомству при московской канцелярии).
В начале 1918 года с семьёй вернулся в Варшаву, ещё до обретения Польшей независимости от Российской империи. ( Польская Республика 1918—1939 ) 
С 1918 по 1931 год — вице-президент «Товарищества Варшавских колейных дорог», куда вошёл своим имуществом, приобретённым ещё во время Российской империи и сохранившимся после   Первой (1914-1918) и Второй (1939-1945) мировых войн.
Скончался В. Поплавский 4 июня 1931 года , «проживавший в Варшаве по ул. Пенькной под номером 1726 ’’N’’» по ипотечной книге, куда вносятся сведения, о недвижимом имуществе и вещные права с происходящими в них изменениями (современный аналог для России – Единый государственный реестр прав, ЕГРП). 
Согласно траурному извещению «Варфоломей-Иосиф Иванович Поплавский — инженер путей сообщения, вице-президент „Товарищества Варшавских железных дорог“ будет захоронен  в некрополе «Старые Повонзки» в Варшаве.

### Семья
Жена (с 1891) — Мария Натали Агрипина (1869—1935, Италия; похоронена в Старых Повонзках) - ученица русского живописца-мариниста И. К.  Айвозовского (1817-1900), художница, скульптор, имела в Варшаве собственную скульптурную мастерскую, частную художественную школу, художественный салон и картинную галерею.  Была дочерью психиатра Оттона Антоновича Чечотта (1842—1924) главного врача Больницы св. Николая Чудотворца, организатора психиатрической службы Санкт-Петербурга, приват-доцент Военно-медицинской академии, профессор Психоневрологического института, первого председателя Кавказского горного общества.            Брат Марии Альберт Оттович Чечотт (1873 - 1955), в 1897 году, так же как Варфоломей Иванович, стал инженером путей сообщения. Известен как учёный в области паровозостроения и эксплуатации паровозов, профессор Санкт-Петербургского института инженеров путей сообщения и Варшавского политехнического института, с 1945 – 1951 годы работал в Министерстве путей сообщения Польской Народной Республики.  
Дети:
- дочь Мария Ядвига (1892, Феодосия — 1930-е).
- сын Станислав (1902—1997)[14] — скульптор, художник.

## Адреса
- Санкт-Петербург, Загородный пр., 20 — с 1887.
- Санкт-Петербург, Николаевская ул., 76[15]
- Варшава, ул. Пъенкна, 4 — пять зданий усадебного типа на участке в районе станции «Бельведер» узкоколейной железной дороги рядом с Уездовским парком[16].

## Архивные источники
- Метрические документы по фонду хранения общих дел МВД, РГИА (СПб.).
- Герб Поплавских // Часть 18 Сборника дипломных гербов российского дворянства, невнесенных в общий     гербовник. — С. 50.  https://gerbovnik.ru/arms/5390.html
- Министерство путей сообщения по канцелярии казенных  железных  дорог Формулярный список о службе от 1887 г. //   РГИА (СПб). Ф. 229.
- X отдел ипотечных книг о недвижимости в г. Варшава //   Архив недвижимости при районном суде Варшава-Мокотова (Варшава, Аллея Солидарности, 58).
- Департамент учёта и управления гос. имуществом / Министерство казны Польши. — Варшава, ул. Круча, 36.
- Нотариальные документы за 1931 г. //   Гос. архив (чит. зал межвоенного периода). — Варшава, ул. Кшиве Кола, 7.
- Приход св. Александра. — Варшава, ул. Ксёнженца, 21.
- Книги записей гражданского состояния отдел ЗАГС. — Варшава-Центр, 1931 г.
- Архив при районном суде Варшава-Центр, Отдел книг вечного хранения № Hip. Nr. 1726 N за Поплавским Варфоломеем-Иосифом  на 1931 г.